# Vol Inex-Adria Aviopromet 1308
Le vol Inex-Adria Aviopromet 1308 est un vol charter assuré par un McDonnell Douglas MD-81 de la compagnie aérienne yougoslave Inex-Adria Aviopromet reliant Ljubljana à Ajaccio le 1er décembre 1981. L'appareil s'écrase dans le Monte San Petru à 1 365 m d'altitude lors de la phase de descente après qu'une aile a accroché la montagne. Aucun survivant n'est retrouvé parmi les 180 passagers et membres d'équipage.
C'est la deuxième catastrophe aérienne la plus meurtrière à s'être produite en France, après l'accident du vol Turkish Airlines 981, qui s'est produit en 1974 dans la forêt d'Ermenonville. C'est également le premier et pire accident mortel impliquant un avion de la famille des McDonnell Douglas MD-80.

## Avion et équipage
L'appareil assurant ce vol était un McDonnell Douglas MD-81 immatriculé YU-ANA (numéro de série 48047). Son premier vol eut lieu le 15 mai 1981. Il fut livré neuf à Inex-Adria Aviopromet le 11 août. Il totalisait seulement 683 heures de vol au moment de l'accident. La dernière visite de type A de cette avion eut lieu le 7 novembre 1981, tandis que le dernier essai de maintenance eut lieu quatre jours avant l'accident, le 27 novembre. Ce biréacteur court/moyen-courrier était propulsé par deux moteurs Pratt & Whitney JT8D-217.
Le commandant de bord était Ivan Kunović (55 ans). Il a été embauché par Inex-Adria en 1970 et est devenu copilote sur Douglas DC-9 la même année. Il devint ensuite commandant de bord sur DC-9 (séries 32 et 50) le 4 avril 1972, puis commandant de bord sur MD-80 le 13 août 1981, après trois mois de formation aux États-Unis. Au moment de l'accident, il totalise 12 123 heures de vol, dont 5 675 heures sur DC-9 et seulement 188 heures sur MD-81.
Le copilote était M. Franc Terglav (40 ans). Il devint pilote pour Inex-Adria en 1980, peu après avoir piloter pour une autre compagnie slovène, et commença à piloter sur DC-9 (séries 32 et 50). Le 21 juin 1981, il fut promu copilote sur MD-82 et obtint sa licence de pilote professionnel le 11 novembre 1981. Il cumulait 4 213 heures de vol à son actif, dont 746 heures sur DC-9 (accomplies en 529 vols) et 288 heures sur MD-81 (dont 120 heures effectuer durant les trois mois précédant l'accident (pas pendant les dernières 48 heures précédant le vol).
Les cinq autres membres d'équipage étaient Ciril Močnik (mécanicien aéronautique), Dušan Korošec (steward), Patricia Elsner, Vesna Jakopčević et Marija Skrelec (hôtesse de l'air).

## Déroulement du vol
Le 22 octobre 1981, la compagnie Inex-Adria a déposé une demande d'autorisation pour ce vol charter, numéroté JP 1308, consistant en un aller-retour entre Ljubljana et Ajaccio, prévu pour le 1er décembre de la même année. Le vol était affrété par l'agence de voyage slovène Kompas, basée à Ljubljana. Le cahier des charges stipulait que le vol 1308 serait effectué par un DC-9, d'une capacité de 115 à 135 passagers. L'autorisation a été délivrée le 16 novembre par la Direction générale de l'aviation civile française (DGAC). Cependant, la compagnie aérienne a décidé de ne pas utiliser le DC-9 et d'utiliser à la place le MD-81, un avion de ligne plus récent et d'une capacité de 167 passagers. 
La demande indiquait initialement que le vol transporterait 130 passagers ; cependant, 43 passagers supplémentaires étaient à bord ; la plupart travaillaient pour l'agence de voyage ou pour la compagnie aérienne, ce qui portait le nombre total de passagers à 173. Parmi eux figuraient dix enfants âgés de moins de 14 ans, y compris le fils du pilote. L'équipage étant composé de sept personnes, il y avait au total 180 personnes à bord. Aucun bagage ne se trouvait dans la soute, le voyage durant moins d'une journée. 
L'avion décolle de Ljubljana à 7 h 37 (heure de Paris) avec quatre minutes de retard. Un problème électrique mineur survient pendant le vol, il est résolu par le mécanicien. L'avion passe au-dessus de Florence vers 8 h 8 et arrive vers Ajaccio à 8 h 40, seuls 50 milles restant encore à parcourir. Ce jour-là, de forts vents d'ouest soufflaient sur Ajaccio et une forte turbulence liée à l'influence du relief avait lieu, sans que cela n'inquiète outre mesure les pilotes. Les pilotes communiquent avec la tour de contrôle pour la procédure d'atterrissage. 
Le dernier contact radio à lieu à 8 h 53 (7 h 53 en temps universel), lorsqu'un sifflement de quatre secondes est émis de l'appareil. Il venait alors de s'écraser sur le Monte San Petru à une vitesse de 410 km/h et une altitude de 1 365 mètres. Le choc fut tel que l'avion s'est désintégré lors du crash après que l'aile gauche s'est brisée contre un rocher. L'avion fait une chute de 700 mètres environ avant de s'écraser à proximité du village de Petreto-Bicchisano. Le rapport du BEA précisa que les 180 occupants de l'appareil étaient morts sur le coup.

## Découverte de l'épave
L'alerte est donnée par la tour de contrôle à 9 heures. Ce n'est que vers 12 h 15 que les conditions météorologiques permettent aux équipes d'enquête et de secours de progresser. L'épave est découverte à 12 h 40 par les équipages de deux des hélicoptères affrétés pour retrouver l'appareil et par une équipe de forestiers-sapeurs qui progressait dans la montagne. Un médecin chef des sapeurs-pompiers est héliporté vers 13 heures et constate l'inutilité des secours médicaux une demi-heure plus tard.
L'accident ne laisse aucun survivant parmi les 180 passagers et membres d'équipage présents à bord.

## Causes de l'accident
Le rapport du BEA, publié en août 1983, a établi une double négligence du contrôleur aérien et des pilotes. Il estime notamment que le pilote et le copilote n'ont pas suffisamment révisé la procédure d'approche à réaliser lors du vol. 
De surcroît, le rapport souligne également les difficultés de communication entre la tour de contrôle et les pilotes, notamment les nombreuses approximations concernant les termes techniques, d'autant que les conversations se font en anglais. Les pilotes ne connaissent pas le site de l'aéroport d'Ajaccio. 
Pendant tout le voyage, de nombreux passagers se rendent dans la cabine de pilotage pour discuter avec les pilotes, nuisant à leur concentration au moment du drame. Le rapport précise également que, en l'absence de radar de contrôle aérien, il incombe à l'équipage d'assurer l'évitement des collisions de l'aéronef avec le relief.

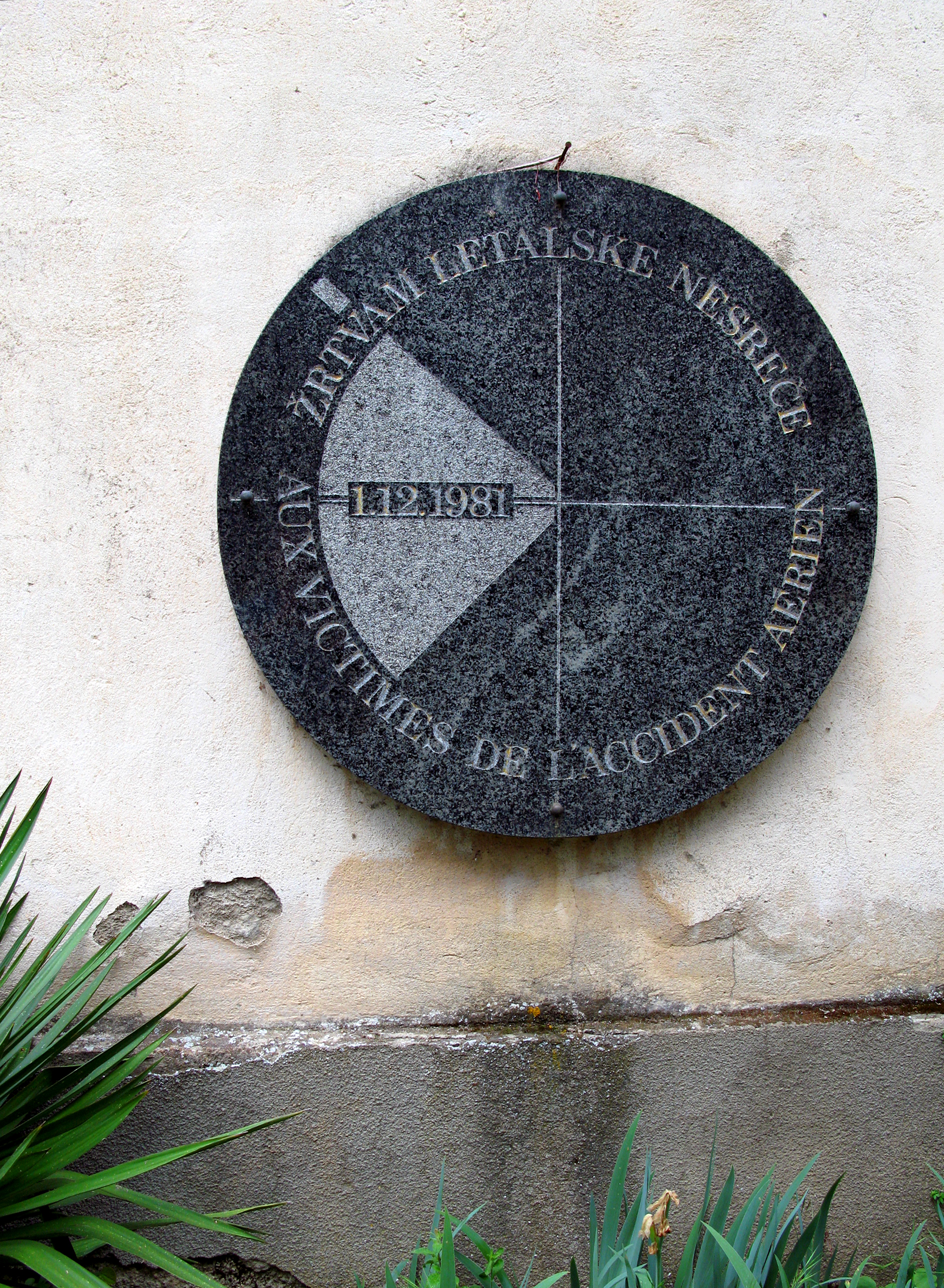
Plaque commémorative de l'accident à Petreto-Bicchisano.

## Conséquences
À la suite de cet accident, l'équipement de l'aéroport d'Ajaccio fut amélioré avec notamment la construction d'un radar de contrôle aérien. La procédure de circuit d'aérodrome — ou tour de piste — est également modifiée.